# Ravil Gueniatouline
Ravil Faritovitch Gueniatouline (en russe : Равиль Фаритович Гениатулин ; ISO 9 : Ravil' Faritovič Geniatulin), né le 20 décembre 1955 à Tchita, est un homme politique russe. Il est gouverneur du kraï de Transbaïkalie en Sibérie de 2008 à 2013.

## Biographie
Fils d'un père tatar et d'une mère russe, Gueniatouline rejoint l'Armée rouge pour son service militaire en 1973, avant de suivre des études d'histoire de la philologie à l'Institut pédagogique de Tchita. Il enseigne ensuite dans une école d'ouvriers automobiles. Membre du Parti communiste, il travaille dans l'appareil jusqu'en 1991.
Maire de Tchita de 1991 à 1996, il est membre du Conseil de la fédération à partir de 1996. La même année, il devient gouverneur de l'oblast de Tchita, fonction à laquelle il est réélu le 14 mars 2004 avec 68,2 % des suffrages.
En avril 2006, Gueniatouline se déclare favorable à la fusion entre l'oblast de Tchita et le district autonome d'Aga-Bouriatie. Le 1er mars 2008, lors de la création effective du kraï de Transbaïkalie, nouveau sujet de la fédération de Russie, il en devient le premier gouverneur, fonction qu'il exerce pendant cinq ans.